# Travis Frederick
Pour les articles homonymes, voir Frederick.
(en) Statistiques sur pro-football-reference
Travis Frederick, né le 18 mars 1991 à Sharon dans le Wisconsin, est un joueur américain de football américain qui a évolué dans la National Football League (NFL) pendant sept saisons au poste de centre.
Il est sélectionné par la franchise des Cowboys de Dallas lors de la draft 2013 de la NFL. Il y reste pendant toute sa carrière professionnelle et est sélectionné au Pro Bowl lors de cinq saisons.
Le 13 août 2016, il signe une prolongation de contrat avec les Cowboys de six ans pour 56,4 millions de dollars, devenant ainsi le centre le mieux payé dans la ligue.
Le 23 mars 2020, il annonce sa retraite du football américain professionnel.